# Tritão-marmoreado
O tritão-marmoreado ou tritão-verde (Triturus marmoratus) é uma espécie de anfíbio caudado pertencente à família Salamandridae.

## Descrição
O tritão-marmoreado têm a cabeça achatada e focinho arredondado. São de cor castanha-escura ou preta, apresentando manchas verdes de forma irregular. Os machos adultos tem uma risca branca ou bege na cauda e apresentam uma crista dorsal durante a época de reprodução. Esta risca é relativamente pequena comparada com as dos seus parentes, os tritões-de-crista, e ligeiramente maior do que a da sua espécie-irmã, o tritão-marmoreado-pigmeu. As fêmeas e juvenis não apresentam crista dorsal, mas sim uma risca vermelha ou alaranjada. A barriga pode ir desde o bege até ao preto, podendo apresentar um número variável de manchas brancas ou pretas.
As fêmeas costumam ter em média 11 centímetros de comprimento – mas podem chegar aos 16 centímetros – enquanto os machos são ligeiramente menores.

## Distribuição geográfica
O tritão-marmoreado pode ser encontrado no sudoeste de França e no centro de Espanha e Portugal. Embora sejam bastante comuns nestas áreas, não são facilmente encontrados pois normalmente permanecem em locais escondidos, como debaixo de troncos caídos, rochas, ou outros locais húmidos. Durante a época de reprodução que vai de Janeiro até Maio, podem ser encontrados em charcos, valas, tanques, poços e outros locais com água estagnada.
Em França, ocorre em simpatria com o tritão-de-crista. A Sul, está em parapatria com o tritão-marmoreado-pigmeu. O limite de distribuição desta duas espécies acompanha aproximadamente o Sistema Central em Espanha, com o tritão-marmoreado ocupando as vertentes Norte e o pigmeu a ocupar as planícies a Sul. Em Portugal, o limite acompanha o rio Tejo até à zona de Abrantes.

## Reprodução
A reprodução nesta espécie não envolve copulação, no entanto a fertilização é interna. O modo de reprodução é partilhado com os outros membros do género Triturus. Nos locais de reprodução, o macho realiza uma 'dança' ritual envolvendo sucessivos batimentos laterais com a cauda em frente da fêmea, que permanece relativamente apática durante todo o processo. Depois, o macho deposita um espermatóforo que a fêmea recolherá (embora não sempre) com as patas, e encaminhará para a cloaca.
Após a fecundação, formam-se os ovos, que serão depositados individualmente em folhas de vegetação aquática. A fêmea dobra a folha onde depositou o ovo de modo a escondê-lo de predadores.
Alguns dias após serem depositados, 50% dos ovos morrem devido à chamada síndrome do cromossoma-1. Esta síndrome resulta da necessidade, nos tritões do género Triturus, de os dois cromossomas 1 terem tamanhos diferentes, embora a razão exacta não seja conhecida.
Alguns estudos revelaram que os tritões-marmoreados usam as estrelas para se orientarem a caminho dos locais de reprodução